# Gobierno Autónomo de Estonia
La Gobernación Autónoma de Estonia fue la entidad predecesora y transitiva a la independencia de Estonia. Se estableció tras la revolución rusa de 1917.

## Historia
Durante el control del Imperio ruso, Estonia estaba dividida en dos gobernaciones (gubernias). La Gubernia de Estonia correspondía aproximadamente a la Estonia danesa por el norte y la porción norteña de la Gubernia de Livonia, la cual tuvo una mayoría étnica de estonios. Estas dos se unieron el 30 de marzojul./ 12 de abril de 1917greg. por las reformas administrativas del Gobierno provisional ruso.
En mayo-junio de 1917 se celebraron elecciones multipartidistas libres para la Asamblea Provincial (Maapäev). El 5 de noviembre de 1917, dos días antes del golpe bolchevique en Petrogrado (San Petersburgo), los bolcheviques locales liderados por Jaan Anvelt y apoyados por los prosoviéticos Soldados y marineros rusos se declararon el nuevo gobierno en Tallin (Reval) e intentaron usurpar el poder político en la gobernación al gobernador Jaan Poska el 9 de noviembre. El 15 de noviembrejul./ 28 de noviembre de 1917greg., Maapäev, negándose a reconocer el intento de golpe de Estado bolchevique, se proclamó la única autoridad legalmente elegida y constituida en Estonia. Sin embargo, pronto los bolcheviques lo llevaron a la clandestinidad.
- Datos: Q3655944